# 内兹珀斯战争
内兹珀斯战争（Nez Perce War）是美洲原住民中的内兹珀斯人的若干个群体及其盟友红色回声（Hahtalekin "Red Echo"）和光头（Husishusis Kute "Bald Head"）所率领的帕卢斯人的一个小群体，与美国军队间的一场武装冲突。这场冲突发生在1877年6月到10月间。它源于内兹珀斯人中的一些被称为“非条约印第安人”的群体拒绝放弃他们在太平洋西北地区的祖传土地并迁移到爱达荷的一片印第安人保留区。1855年的《沃拉沃拉条约》承认了这个部落31000平方公里（770万英亩）的祖传土地并且授予了他们在被割给政府的土地上狩猎与捕鱼的权利。这一强行的迁移要求是违于《沃拉沃拉条约》的。
在六月份的第一场交战之后，内兹珀斯人开始了向北的艰苦跋涉，以求得到克罗部落的援助。在被克罗人拒绝之后，他们又希望得到坐牛率领的拉科塔人的庇护。坐牛在1876年的小大角羊战役之后，为了避免被捕，在1877年5月就已逃到了加拿大。
内兹珀斯人遭受到美军的追击，并与美军进行了一系列的战役与战斗，且战且退地行进了1900公里（1170英里）。最后，就在距离加拿大边境不到60公里（40英里）处的位于蒙大拿的熊爪山的山脚下的斯内克溪之畔，经过一场持续五天的战斗，战争终于结束。内兹珀斯人中的瓦洛厄（Wallowa）群体的山雷酋长（又叫约瑟夫酋长）代表余下的大多数内兹珀斯人向奥利弗·奥蒂斯·霍华德将军与纳尔逊·阿·迈尔斯将军投了降。但是在这场战斗后，内兹珀斯人中的拉马塔（Lamátta，意为“少雪地区”）群体的白鸟酋长巧妙地设法逃过了美军，并带着他的群体中的一群数量不确定的人逃到了坐牛在加拿大的营地。而包括妇女儿童在内的那418名投降了的内兹珀斯人，则被当作俘虏并被列车送到了堪萨斯的莱文沃思堡。
尽管山雷酋长是最为著名的内兹珀斯人首领，但他并非自始至终都是唯一的首领。内兹珀斯人由若干名首领组成的临时联盟来领导。这些首领们来自“非条约”内兹珀斯人中的各个不同的群体，包括瓦洛厄群体的阿蛙，拉马塔群体的白鸟，皮库楠（Pikunan）群体的羚羊及阿尔波怀（Alpowai）群体的玻璃镜。霍华德将军是美军哥伦比亚部的首领，他被给予的任务就是将这些内兹珀斯人赶到保留区，并且威廉·蒂卡姆西·谢尔曼将军还给了他进行追击的权力。就在内兹珀斯人最后的投降中，山雷酋长发表了他著名的《我将永远不再战斗了》演说。口译员亚瑟·查普曼进行了翻译。
《纽约时报》在1877年的一篇关于内兹珀斯战争的社论中写道：“就我们的角色而言，这场战争的起源与主旨完全就是一个大错和一场犯罪”。
内兹珀斯国家历史公园和内兹珀斯国家历史道路的一些场所向这场战争表示了纪念。

## 背景

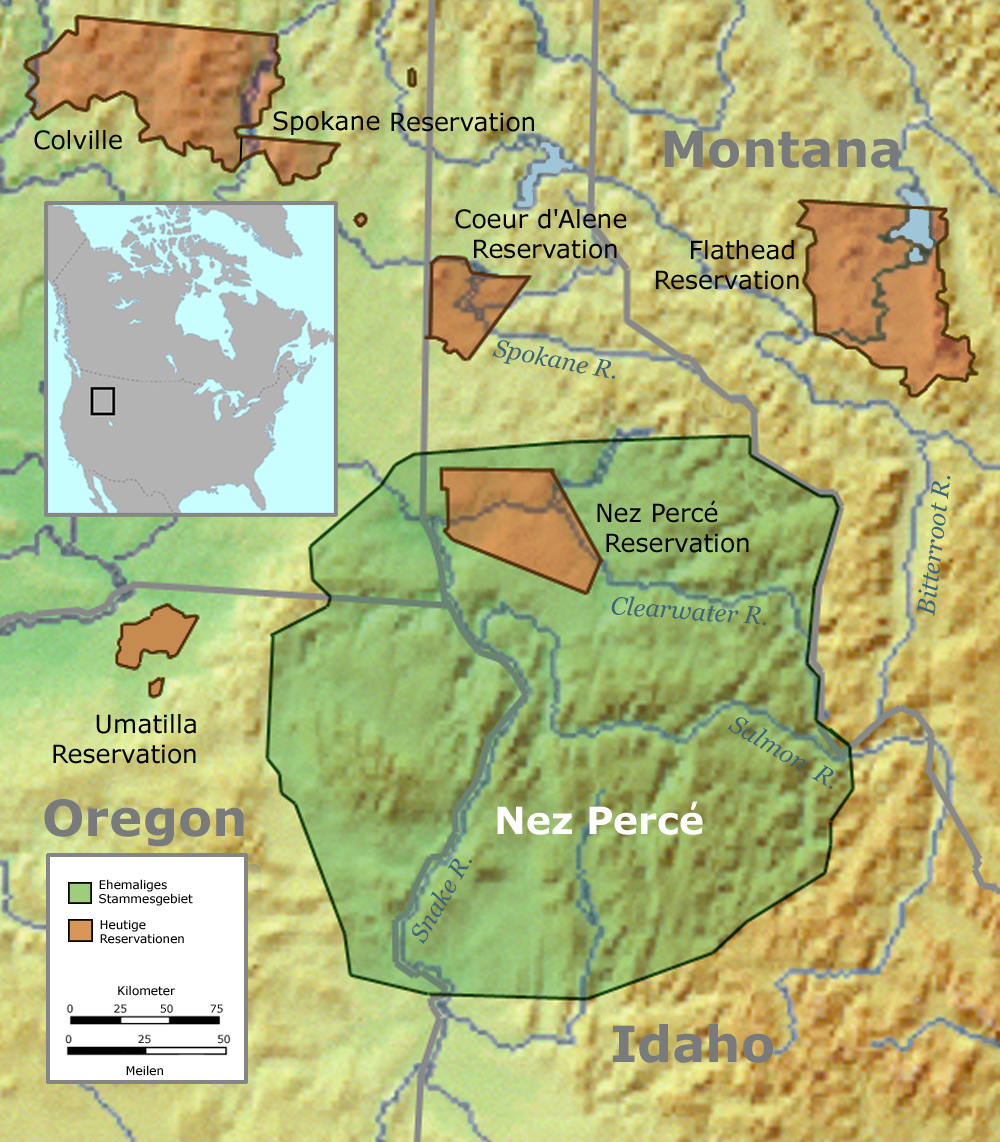
1855年（绿）的内兹珀斯保留区及1863年（棕）的缩小了的保留区。
(Ya)kima R. 雅基马河
Blackfeet Reservation 黑脚保留区
Clearwater R. 克利尔沃特河
Coeur d'Alene Reservation 科达伦人保留区
Columbia R. 哥伦比亚河
Colville Reservation 科尔维尔保留区部落联盟保留区
Duck Valley Reservation (Shoshone+Paiute) 鸭谷保留区（休休尼族+派尤特族）
Ehemaliges Stammesgebiet 前部落领地
Flathead Reservation 平头族赛利希-库特内部落联盟保留区
Heutige Reservationen 现今保留区
Humboldt R. 洪堡河
IDAHO 爱达荷州
KANADA 加拿大
Kilometer 公里
Meilen 英里
MONTANA 蒙大拿州
NEVADA 内华达州
Nez Percé Reservation 内兹珀斯保留区
Nez Percé 内兹珀斯族
Okanogan R. 奥卡诺根河
OREGON 俄勒冈州
Owyhee R. 奥怀希河
Salmon R. 萨蒙河
Snake R. 斯内克河
Spokane R. 斯波坎河
Spokane Reservation 斯波坎人保留区
St. Joe R. 圣乔河
Umatilla Reservation 尤马蒂拉印第安人保留区部落联盟保留区
UTAH 犹他州
WASHINGTON 华盛顿州

在1855年的沃拉沃拉协调会上，联邦政府强迫内兹珀斯人放弃他们祖传的土地并和沃拉沃拉部落、卡尤塞部落及尤马蒂拉部落一起迁移到俄勒冈领地的尤马蒂拉保留区。这些部落都非常抵触这个方案的条件，以至于华盛顿领地的总督兼印第安事务主管艾萨克·英·斯蒂芬斯和俄勒冈领地印第安事务主管乔尔·帕默在1855年签署了《内兹珀斯条约》，同意了内兹珀斯人继续留在他们在爱达荷领地、华盛顿领地及俄勒冈领地的一大部分他们自己的土地上，来令他们以一笔微不足道的金额来让给美国政府他们的大约53000平方公里（1300万英亩）故土中的大约22000平方公里（530万英亩）土地，附加说明为，他们还能够在他们以前的土地中的未被占领的地区狩猎、捕鱼和牧马等等──跟这些领地的美籍英格兰人公民有着相同的使用公共土地的权利。
新建的这块内兹珀斯印第安人保留区是一片位于爱达荷领地、俄勒冈领地及华盛顿领地的31000平方公里（770万英亩）的土地。根据条约的条件，没有内兹珀斯人的许可，白人拓荒者就不被允许进入保留区。不过，在1860年，有黄金在今天的皮尔斯附近被发现了。5000名淘金者涌入了保留区，不合法地建立了刘易斯顿城，以作为在内兹珀斯土地上的一个补给站。大牧场主和农场主随着采矿者而来，而美国政府也没能成功阻止拓荒者们来到印第安人土地。美国政府未能成功维持条约和控制拓荒者们，并且那些拓荒者们擅自占领内兹珀斯人的土地，在他们赖以生存的北美百合牧场上进行挖掘。这激怒了他们。
在1863年，一群内兹珀斯人被迫签字让出了他们保留区的90%的土地给美国，只在爱达荷领地留下了3200平方公里（78万英亩）的土地。根据条约的条件，所有内兹珀斯人都要迁移到刘易斯顿东部的新的、小得多的保留区去。不过，有许多内兹珀斯人并不接受该条约的正当性。他们拒绝迁移到保留区，并继续留在了他们传统的土地上。那些同意了条约的内兹珀斯人大多是基督徒；而那些反对者们则大多遵循着传统的宗教。这些“非条约”内兹珀斯人包括生活在俄勒冈东北部的瓦洛厄谷的山雷酋长的群体。在当地的与白人大牧场主和农场主的争执，导致了一些内兹珀斯人的凶杀事件，并且杀人者从未被起诉。

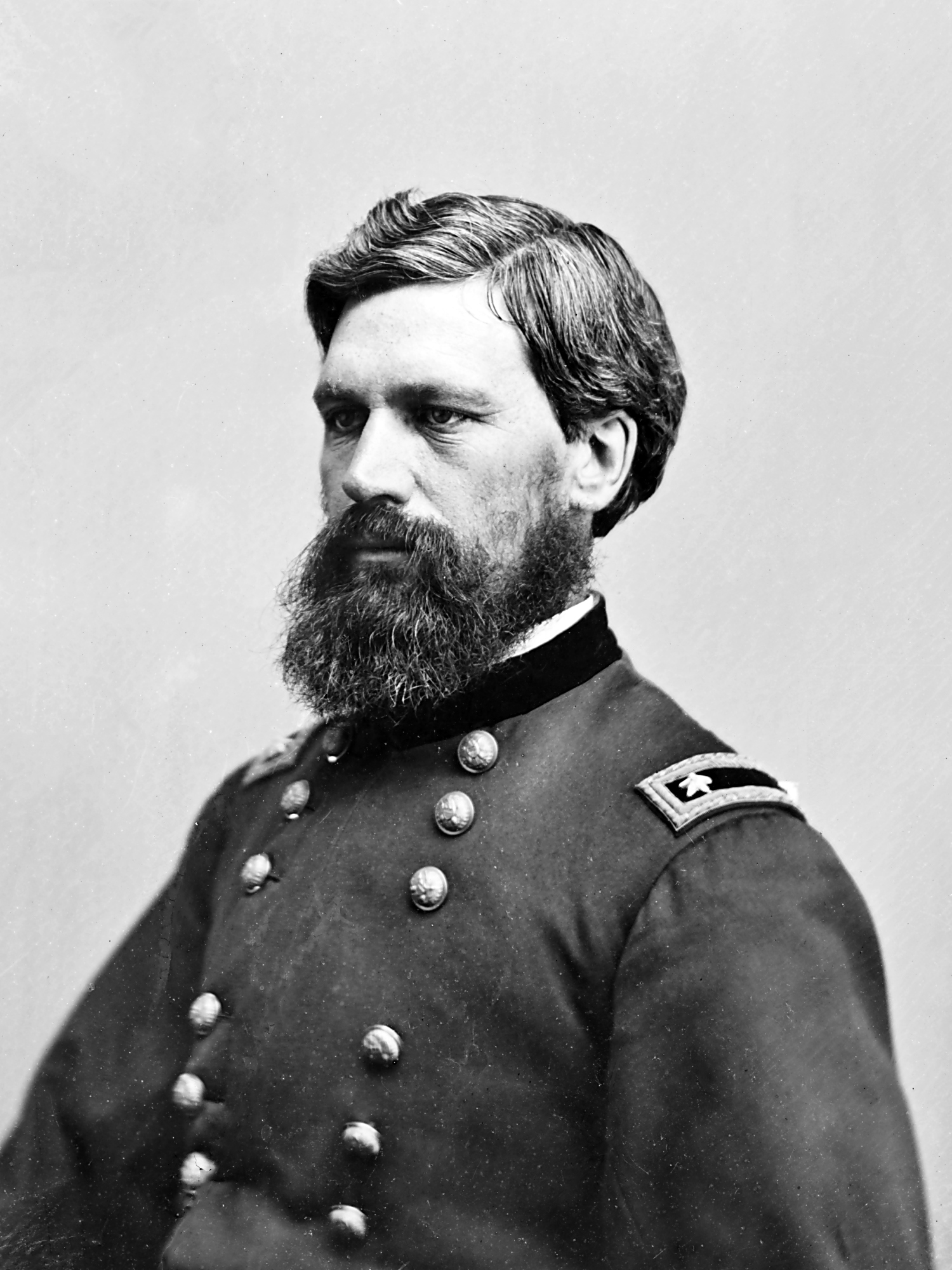
南北战争时的一张奥利弗·霍华德将军的照片。

内兹珀斯人与白人拓荒者之间的紧张关系在1876年和1877年加剧。奥利弗·霍华德将军在1877年5月召开了一场协调会，命令那些“非条约”群体迁移到保留区，并设置了一个30天的不可能的最后期限。内兹珀斯人的老首领羚羊出言反对迁移到保留区，霍华德因此监禁了他，由此而羞辱了内兹珀斯人。包括山雷酋长在内的其他的内兹珀斯首领们认为军事抵抗是无用的；他们同意了迁移并被报告像命令的那样赶往爱达荷领地的拉普怀堡。到了1877年6月14日，大约600名来自山雷和白鸟的群体的内兹珀斯人已集结在了今天的格兰治维尔以西10公里（6英里）的北美百合牧场。
在6月13日，就在迁往保留区的最后期限要到之时，白鸟的群体在托洛湖营地主持了一场仪式。勇士们在仪式中骑在马背上列队行进，围着村子转圈，并各自夸耀自己的高超战技和战争功绩。根据内兹珀斯人的记述，一位名叫红色灰熊（Hahkauts Ilpilp "Red Grizzly Bear"）的上了年纪的勇士反对几个年轻人参与这场仪式，原因是这些人的亲人死在了白人的手中而他们还没有为亲人复仇。其中一个叫岸边渡口（Wahlitits "Shore Crossing"）的人是鹰袍（Tipyahlanah Siskan "Eagle Robe"）的儿子，而鹰袍在三年前被一个叫劳伦斯·奥特的人射死了。岸边渡口因此感到羞愧并且他显然喝了酒，于是他和两个同辈亲人红色鞋尖（Sarpsisilpilp "Red Moccasin Top"）与天鹅项链（Wetyemtmas Wahyakt "Swan Necklace"）一起赶往萨蒙河的白人定居点，开始了复仇任务。在次日晚上，即1877年6月14日，天鹅项链回到托洛湖宣布他们三人已杀死了四个白人男子（没有女人或儿童）并弄伤了另一个以前恶劣对待印第安人的男子。被战争的狂热所激励，大约有十六名以上的年轻人骑马离开，去加入岸边渡口对白人定居点的突袭行动。
在6月14日与15日的突袭期间，山雷和他弟弟阿蛙远离托洛湖营地。当他们在次日抵达营地之时，大多数内兹珀斯人都已动身前往白鸟溪（White Bird Creek）的营地，以等待霍华德将军的回复。山雷也曾考虑过呼吁和平对待白人，但是他意识到了在这次的突袭之后，呼吁和平已经无用了。与此同时，霍华德动员了他的军队并派出了包括13名友好的内兹珀斯侦察兵在内的130名士兵，交由大卫·佩里上尉指挥，去惩罚那些内兹珀斯人并迫使他们去保留区。霍华德预料他的士兵“将会在短时间内就干完工作”。内兹珀斯人在白鸟峡谷战役击败了佩里并开始了他们向东的长途溃退，以逃避美军士兵。

## 战争
ABSAROKA RANGE 阿布萨罗卡岭
APPROXIMATE 1855 TREADY BOUNDARY 大约为1855年条约界限
APPROXIMATE NEZ PERCE HOMELAND 大约为内兹珀斯人故地
Bannack 班纳克
Bannock Pass 班诺克通道
BATTLE OF CAMAS MEADOWS - AUGUST 20 卡默斯牧草地战役 - 8月20日
BATTLE OF CANYON CREEK - SEPTEMBER 13 峡谷溪战役 - 9月13日
BATTLE OF THE BEAR'S PAW AND SURRENDER SITE - SEPTEMBER 30-OCTOBER 5 熊爪战役及投降场所 - 9月30日-10月5日
BATTLE OF THE BIG HOLE - AUGUST 9-10 大洞战役 - 8月9日-10日
BATTLE OF THE CLEARWATER - JULY 11-12 克利尔沃特战役 - 7月11日-12日
BATTLE OF WHITE BIRD CANYON - JUNE 17 白鸟峡谷战役 - 6月17日
BEAR PAW MOUNTAINS 熊爪山
Big Hole River 大洞河
BIRCH CREEK AFFAIR - AUGUST 15 伯奇溪事件 - 8月15日
BITTERROOT MOUNTAINS 比特鲁特山
BLUE MOUNTAINS 蓝山
Camp Baker 贝克营地
CANADA 加拿大
Clark Fork Yellowstone River 黄石河克拉克岔流
Clark Fork 克拉克岔流
Clearwater River 克利尔沃特河
Columbia River 哥伦比亚河
COLVILLE INDIAN RESERVATION - where Chief Joseph and others were exiled in 1885 科尔维尔印第安人保留区 - 山雷酋长及其他人于1885年被放逐于此
COTTONWOOD SKIRMISHES - JULY 4 & 5 卡顿伍德小战 - 7月4日-5日
COW ISLAND LANDING - SEPTEMBER 23 考岛登陆 - 9月23日
Departed from Crow Agency - August 12 从克罗埃真西出发 - 8月12日
Departed from Fort Keogh - September 18 从基欧堡出发 - 9月18日
Flathead Lake 平头湖
Fort Benton 本顿堡
Fort Ellis 埃利斯堡
FORT FIZZLE - JULY 26 白忙堡 - 7月26日
Fort Lapwai 拉普怀堡
Fort Missoula 米苏拉堡
Fort Shaw - Departed July 28 肖堡 - 7月28日出发
GIBBON 吉本
HUSIS KUTE PALOUSE BAND HOMELAND 光头帕卢斯群体故地
IDAHO 爱达荷
JOSEPH BAND HOMELAND 山雷群体故地
JOSEPH 山雷
Kilometers 公里
Lolo Pass 洛洛通道
LOOKING GLASS BAND HOMELAND 玻璃镜群体故地
Marias River 玛丽亚斯河
MILES 迈尔斯
Miles 英里
Milk River 米尔克河
Missouri River 密苏里河
MONTANA 蒙大拿
Musselshell River 马瑟尔谢尔河
NEZ PERCE INDIAN RESERVATION 1863 1863年内兹珀斯印第安人保留区
Nez Perce route 内兹珀斯人路线
NON. TREADY NEZ PERCE “非条约”内兹珀斯人
North Fork 北部岔流
North 北
Only the route of the Joseph Band is known. The Toolhoolhoolzote and White Bird Bands arrived at Tolo Lake in early June. 只有山雷群体的路线是知道的。羚羊群体和白鸟群体在6月初抵达了托洛湖。
OREGON 俄勒冈
ROCKY MOUNTAINS 落基山
Salmon River 萨蒙河
Sitting Bull's Camp 坐牛营地
Snake River 斯内克河
STURGIS 斯特吉斯
Sun River 森河
Targhee Pass 塔吉通道
The Nez Perce War of 1877 1877年内兹珀斯战争
The Palouse tribe was closely related to the Nez Perce in language and culture. The Husis Kute hand of Palouse was drawn into the war along with the Nez Perce. 帕卢斯部落在语言和文化上与内兹珀斯人接近。帕卢斯人之光头群体与内兹珀斯人一起被拖入了战争。
The route taken by General Howard in his pursuit of the Nez Perce is not shown. It generally followed the Nez Perce path from Fort Lapwai to the Bear Paw Mountains. 霍华德将军追击内兹珀斯人的路线并未显示。从拉普怀堡到熊爪山，他基本上追随着内兹珀斯人的路线。
TOLO LAKE - JUNE 2-14 托洛湖 - 6月2日-14日
Tolo Lake 托洛湖
TOOLHOOLHOLLZOTE BAND HOMELAND 羚羊群体故地
U.S. Army line of march 美军进军路线
UNITED STATES 美国
WALLOWA MOUNTAINS 瓦洛厄山
WASHINGTON 华盛顿
WHITE BIRD BAND HOMELAND 白鸟群体故地
WHITE BIRD'S ESCAPE 白鸟的逃亡
WYOMING 怀俄明
Yellowstone Lake 黄石湖
YELLOWSTONE NATIONAL PARK 黄石国家公园
Yellowstone River 黄石河

次月，在爱达荷进行了若干场战役与小战之后，玻璃镜的群体加入了山雷和白鸟，大约250名内兹珀斯勇士及500名妇女和儿童，以及2000多只马匹与其他家畜，开始了一场非凡的战斗性撤退。他们从爱达荷穿越洛洛通道到达了蒙大拿领地，再向东南行进，深入黄石国家公园，之后转而向北回到了蒙大拿，将近走了1880公里（1170英里）。他们曾试图寻求克罗族的庇护，但却被对方断然拒绝。最终他们决定试着赶到加拿大的安全地带。
为数不多的一些内兹珀斯战士，也许少于200人，在若干场战役中击败或拖延了为数更多的美军部队。最有名的一场是在蒙大拿领地西南部的为期两天的大洞战役。这场战役双方都受到了重大伤亡，内兹珀斯人一方还包括许多妇女和儿童。内兹珀斯人本来认为与美国的战争结束时他们可以取得有利的谈判条件，或者至少他们自己能接受的条件，但是大洞战役使他们抛弃了这一幼稚的想法。之后，这场战争“程度越来越猛，进度越来越快。从那时起，所有的白人男子都对他们的敌人有了义务，然而他们自己的战斗能力却已被严重削减了。”
最终，内兹珀斯人在距离加拿大边境不到60公里（40英里）处的蒙大拿领地的熊爪山北坡的山麓小丘的斯内克溪畔的大草原上停下来扎营与休息，战争就在此时结束。
他们以为他们已经甩掉了霍华德和他的追兵们，但是他们不知道负责指挥新创立的黄石区（District of the Yellowstone）的、刚升为准将的纳尔逊·阿·迈尔斯已经从汤河宿营地调兵而出，来找到并拦截他们了。迈尔斯统领了一支由第五步兵团、第二骑兵团，以及已故的乔治·阿姆斯特朗·卡斯特曾指挥的第七骑兵团的成员们所组成的混合部队。陪同这支部队的还有拉科塔族和夏延族印第安人侦察兵。而就在一年前的苏族战争期间，这些印第安人中还有许多人曾与美军对抗过。
在9月30日清晨，美军对内兹珀斯人营地发动了一场突然袭击。在经过三天的僵持之后，霍华德又率领其部队在10月3日抵达了，然后僵持状态被打破了。山雷酋长在1877年10月5日投降，并发表了他著名的投降演说，称他将“永远不再战斗了”。
内兹珀斯人总共与2000名不同兵种的美国士兵及其印第安人援军交战。他们打了“十八场，包括四场大战役与至少四场争斗激烈的小战”。许多人因为内兹珀斯人的可以作为模范的对部队的指挥，以及他们熟练的战斗能力，而赞扬他们。蒙大拿的报纸《新西北（New North-West）》说：“从他们进入蒙大拿起，他们的战事就已经因为被文明的民族所承认的最高的特性，而变得几乎家喻户晓至今了。”

## 投降

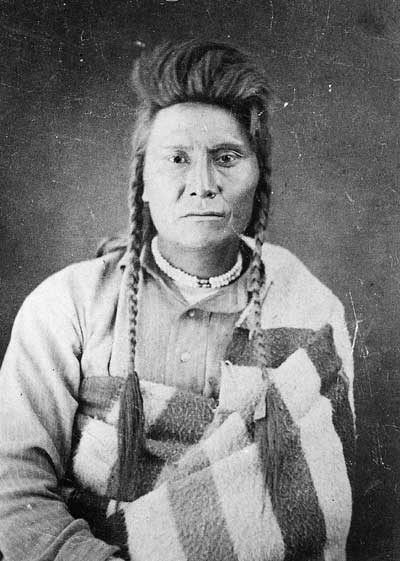
山雷酋长在蒙大拿领地汤河宿营地，约翰·H·福奇摄于10月23日，内兹珀斯人投降三周后于当日作为俘虏抵达。

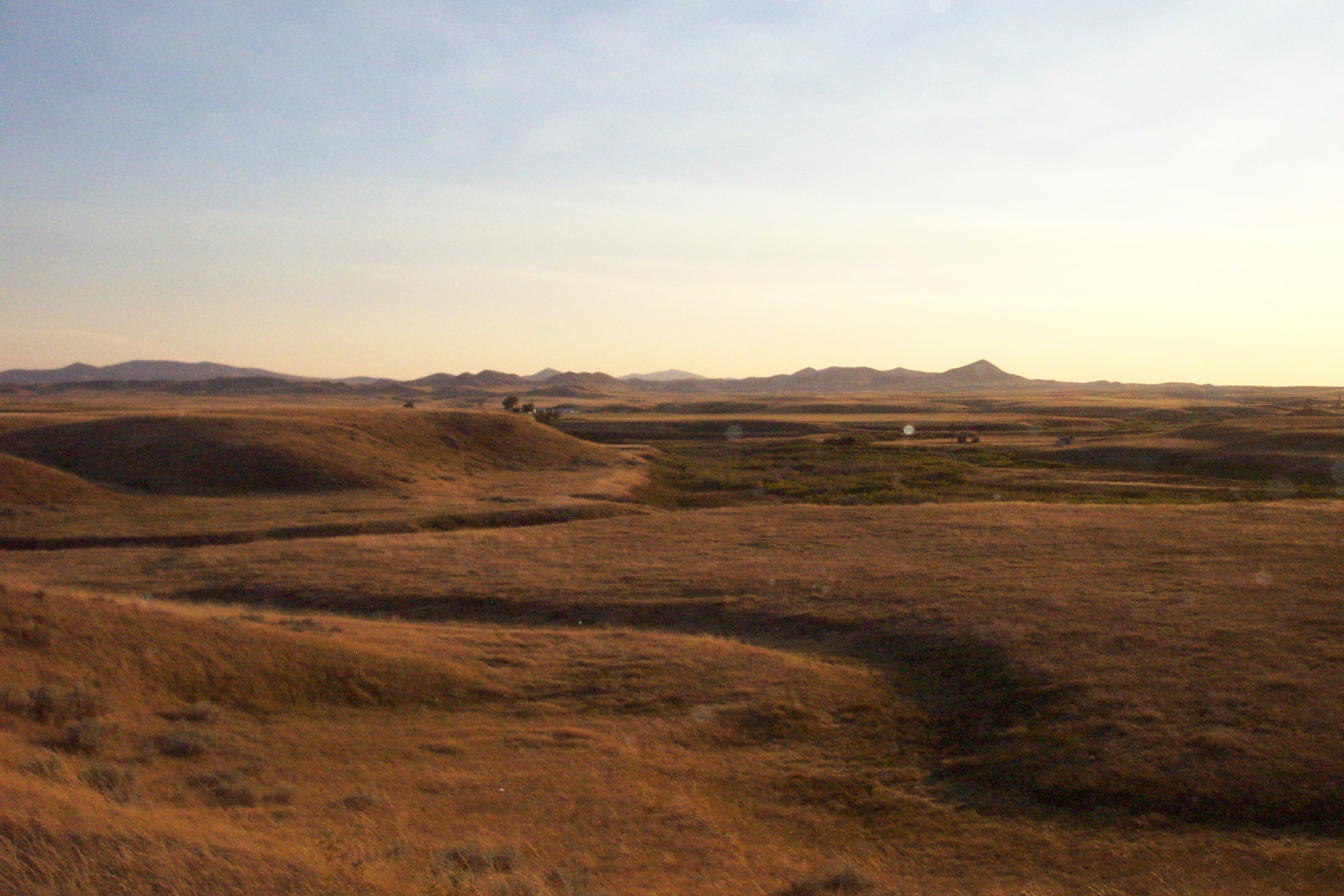
熊爪战场，内兹珀斯战争最后一场战役发生于此，山雷酋长亦是在这里发表了他的投降演说。

山雷酋长于1877年10月5日下午2点20分正式投降，当时欧裔美国人们将他描述为了内兹珀斯人最重要的酋长以及内兹珀斯人的熟练的战斗性撤退中的幕后战略家。美国的新闻舆论因为他在军事方面的非凡能力而将他称为“红色拿破仑”，然而参与了这场战争的那些内兹珀斯人群体却并不将他视为一名战争首领。山雷的弟弟阿蛙，以及瘦鹿，还有阿尔波怀群体的玻璃镜，是那些计划了战斗战略与战术并在战斗中领导勇士们的人之三，而山雷则负责保卫营地。
山雷酋长的著名的演说使得他千古留名：
“我厌倦了战斗。我们的酋长们被杀死了；玻璃镜死了，羚羊死了。老人们都死了。说“是”与“不是”的是年轻人们。曾经统领这些年轻人的人[阿蛙]死了。天很冷，并且我们没有毛毯；小孩子们正在被冻死。我的人民，他们中的一些，已经逃到了山丘里，并且没有毛毯，没有食物。没有人知道他们在那里──也许正在被冻死。我希望有时间去寻找我的孩子们，并看看他们中有多少我能找到。也许我会在死者中找到他们。听我说，我的酋长们！我累了；我的心悲痛无力。从太阳现在所在之处起，我将永远不再战斗了。”
山雷的演说由口译员亚瑟·查普曼所翻译，而誊录者是霍华德的副官查·厄·司·伍德中尉。除了是个军人以外，伍德还是个作家与诗人。他的诗《沙漠中的诗人》（1915）是一篇文学上的佳作。一些评论家暗示，他的诗也许破了格并且他也许润色了山雷的演说。

## 战后

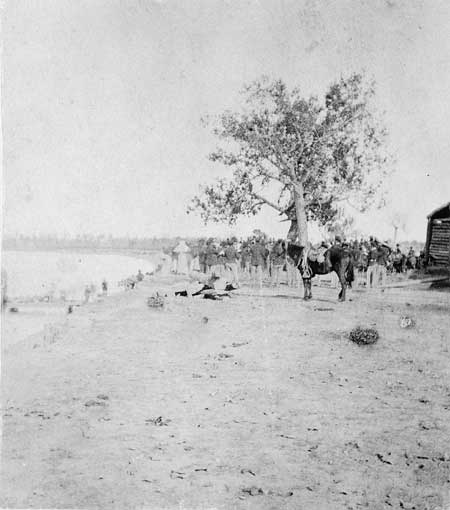
内兹珀斯俘虏于10月23日抵达汤河宿营地。

在投降谈判期间，霍华德与迈尔斯已向山雷承诺，内兹珀斯人将会被允许回到他们在爱达荷的保留区。但是，统率全军的威廉·蒂卡姆西·谢尔曼将军却驳回了他们的条件并命令将这些内兹珀斯人送到堪萨斯。“我是相信迈尔斯将军的，不然我才不会投降”，山雷酋长之后如是说。
迈尔斯赶着他的这些俘虏们行进了426公里（265英里），将他们带到了蒙大拿领地东南的汤河宿营地。他们于1877年10月23日抵达并被扣留到了10月31日。身体健全的勇士们被赶到了黄石河与密苏里河交汇处的比福德堡。在11月1日，病者、伤者，以及妇女与儿童乘坐十四艘麦基诺舟向比福德堡出发。
在11月8日到10日间，内兹珀斯人离开了比福德堡，从达科他领地的俾斯麦穿越密苏里河，前往卡斯特死的时候曾负责的驻扎地亚伯拉罕·林肯堡。在11月9日剩下来乘坐麦基诺舟的人大约有两百名，他们由第一步兵团的两个连所护卫；其余人则骑马行进，负责护送的是顺道赶往其冬季军营的第七骑兵团的士兵们。
多数俾斯麦的市民出城欢迎这些内兹珀斯俘虏，为他们及他们的护卫部队提供了极其丰富的自助餐。在11月23日，这些内兹珀斯俘虏们将他们的帐篷、装备等物装进了运货车厢，之后他们自己上了十一节列车旅客车厢，最后乘列车赶往堪萨斯的莱文沃思堡。
在堡垒指挥官向谢尔曼进行了抗议之后，内兹珀斯人被赶到了洼地沼泽生活。“糟透了，”一位写作者说，“这400个凄惨的、无助的、消瘦的人，几个月来都经受着河底的瘴气。”山雷酋长在1879年1月去了首都华盛顿，恳请他的人民被允许回到爱达荷，或者至少被给予印第安领地──也就是之后的俄克拉何马──的土地。他面见了总统与国会，并受到了欢呼喝彩，但是爱达荷的反对派却阻止了美国政府同意他的请愿。作为替代，山雷与其他内兹珀斯人被送到了俄克拉何马并在最后被设置在了通卡瓦附近的一个小型保留区里。这个“火热国度”的生活条件比他们在莱文沃思的生活条件好不到哪里去。
在1885年，山雷与268名幸存的内兹珀斯人最终被允许回到太平洋西北地区。不过山雷未被准许回到内兹珀斯保留区，而是被要求定居在了华盛顿的科尔维尔保留区。他于1904年死在了那儿。

## 媒体描述

### 书籍

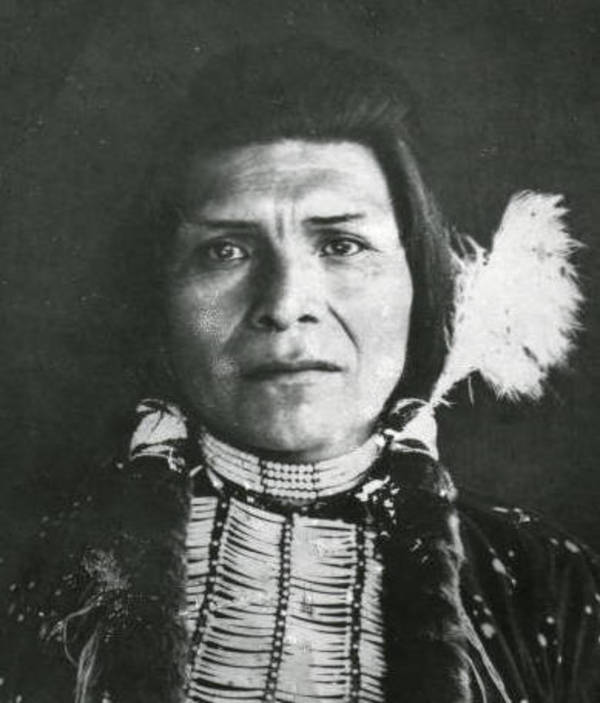
鸟落（Peo Peo Tholekt "Bird Alighting"），一位在大洞战役中帮忙捕获了一门山地榴弹炮的内兹珀斯勇士。

奥利弗·奥蒂斯·霍华德将军是在1877年内兹珀斯战争期间追击内兹珀斯人的美军部队的指挥官。在1881年，他发表了一份关于山雷与战争的记述：《内兹珀斯人约瑟夫：对他的祖先，他的土地，他的同盟，他的敌人，他的凶杀，他的战争，他的追寻与捕获的记述》，描述了这场内兹珀斯军事活动。
《黄狼：自传》一书显示了内兹珀斯人的观点。该书被卢卡勒斯·弗吉尔·麦克沃特发表于1944年。麦克沃特曾采访过内兹珀斯勇士黄狼。这本书对美军在这场战争中的角色持有极大的批判性，并且对霍华德将军尤为如此。
麦克沃特还写了《听我说，我的酋长们！》。该书出版于他死后。它来源于原始资料文件，并且一些素材还分别支持了双方的史实方面的宣称。

### 影视
大卫·沃尔珀1975年的历史剧《我永远也不会再战斗了》，主演为扮演山雷的内德·罗梅罗与扮演霍华德将军的詹姆斯·惠特莫尔。当美国原住民问题在文化上正受到更广泛的揭露之时，这部历史剧却一度被很好地承认。这部戏因为试图呈现一个对事件的平衡的观点而闻名：山雷在经受着统御方面的困难，美军也在被迫执行一项不得人心的任务，而一家渴望发生战斗的新闻机构却袖手旁观着。

### 歌曲
民间音乐歌手弗雷德·斯莫尔1983年的歌曲《阿帕卢萨之心 （页面存档备份，存于）》描写了内兹珀斯战争的事件，强调了内兹珀斯人在战斗与溃逃中对阿帕卢萨马的熟练使用。这首歌的歌词确认了约瑟夫酋长的内兹珀斯语名字。他的名字翻译过来就是“从山上打下来的雷”。歌词还广泛地引用了山雷的《我将永远不再战斗了》演说。

## 扩展阅读
- Hampton, Bruce. . New York: Henry Holt and Company. 1994. ISBN 0-8050-1991-X.
布鲁斯·汉普顿. . 纽约: 亨利·霍尔特公司. 1994. ISBN 0-8050-1991-X.
- Greene, Jerome A. . Helena, MT: Montana Historical Society Press. 2000. ISBN 0-917298-68-3.
杰罗姆·A·格林. . 蒙大拿海伦娜: 蒙大拿史学社出版社. 2000. ISBN 0-917298-68-3.
- Janetski, Joel C. . Salt Lake City, Utah: University of Utah Press. 1987. ISBN 0-87480-724-7.
乔尔·C·贾内茨基. . 犹他盐湖城: 犹他大学出版社. 1987. ISBN 0-87480-724-7.
- Malone, Michael Peter, Richard B. Roeder and William L. Lang. . Seattle and London: University of Washington Press. 1991. ISBN 0-295-97129-0.
迈克尔·彼得·马隆, 理查德·P·罗德尔, 威廉·L·兰. . 西雅图, 伦敦: 华盛顿大学出版社. 1991. ISBN 0-295-97129-0.
- West, Elliott. . Oxford: Oxford University Press. 2009. ISBN 978-0-19-513675-3.
艾略特·韦斯特. . 牛津: 牛津大学出版社. 2009. ISBN 978-0-19-513675-3.
- West, Elliott. . Montana: The Magazine of Western History (Helena, Montana: Montana Historical Society). Autumn 2010: 3–18.
艾略特·韦斯特. . 蒙大拿：西部历史杂志 (蒙大拿海伦娜: 蒙大拿史学社). 2010年秋: 3–18.
- Josephy, Alvin. . Lincoln: University of Nebraska Press. 2007. ISBN 978-0-8032-7623-9.
阿尔文·乔斯菲. . 林肯: 内布拉斯加大学出版社. 2007. ISBN 978-0-8032-7623-9.